# 土屋龍一郎
土屋 龍一郎（つちや りゅういちろう、1961年（昭和36年）9月16日 - ）は、長野県出身の実業家・政治活動家。

## 来歴
長野県長野市出身。長野市立朝陽小学校に入学し、信州大学教育学部附属長野小学校を卒業。信州大学教育学部附属長野中学校卒業。1980年3月、長野県長野高等学校卒業。1986年3月、成蹊大学法学部法律学科卒業。同年10月、株式会社ツチヤ・エンタプライズ（現・株式会社北信臨床）に入社。
1998年、長野青年会議所理事長として、長野冬季オリンピック表彰式に従事。2001年、公益社団法人日本青年会議所会頭（第50代）に就任。
2012年1月、長野市オリンピック記念アリーナの運営管理を行う株式会社エムウェーブ代表取締役社長に就任。
2013年、長野市長選挙への立候補を模索するが、準備不足のため断念。新人同士の戦いとなったこの年の市長選では、元長野県商工会議所連合会会長の加藤久雄が初当選した。
長野県スケート連盟常任理事、長野市スケート協会理事長などを歴任。現在は株式会社マチルダ代表取締役社長、株式会社ネクストップ代表取締役会長、株式会社北信臨床名誉顧問を務める。
2017年6月12日、株式会社エムウェーブ社長を退任。同年6月13日、任期満了に伴う長野市長選挙に立候補する意向を正式表明した。同年10月29日に行われた市長選に無所属で立候補するも、現職二期目の加藤久雄に敗れ落選。
※当日有権者数：315,397人 最終投票率：39.29%（前回比：－2.71pts）
| 候補者名   | 年齢 | 所属党派 | 新旧別 | 得票数   | 得票率 | 推薦・支持                     |
| ---------- | ---- | -------- | ------ | -------- | ------ | ------------------------------ |
| 加藤久雄   | 74   | 無所属   | 現     | 69,778票 | 56.92% | （推薦）自民党・公明党・民進党 |
| 土屋龍一郎 | 56   | 無所属   | 新     | 52,812票 | 43.08% |                                |

2021年3月3日、任期満了に伴う長野市長選（10月24日告示、同31日投開票）に立候補する意向を明らかにした。10月31日の投開票の結果、元参議院議員の荻原健司に約2万4000票差で落選した。

## 主な経歴
- 1998年　公益社団法人長野青年会議所 理事長[8]
- 2001年　公益社団法人日本青年会議所 第50代会頭[8]
- 2002年　FM長野 番組審議委員[8]
- 2007年　信州大学教育学部附属長野中学校 PTA会長[8]
- 2007年　長野清泉女学院高等学校 PTA会長[8]
- 2007年　長野県私立高等学校連合会 会長[8]
- 2008年　株式会社長野県民球団 監査役[8]
- 2009年　信州大学教育学部附属長野中学校 学校評議員[8]
- 2010年　長野県長野高等学校 PTA会長[8]
- 2010年　信州型事業仕分け 仕分け人、県民協働による事業改善 点検者[8]
- 2011年　信濃グランセローズ後援会 Clubセローズ81名誉会長[8]
- 2012年　長野市スケート協会 理事長[7]
- 2012年　長野県スケート連盟 常任理事[6]
- 2014年　長野市スポーツ推進審議会 会長[8]
- 2014年　長野清泉女学院高等学校 親泉会会長[8]
- 2015年　特定非営利活動法人 NINJA Project副代表[8]
- 2015年　長野銀座商店街振興組合 副理事長[8]
- 2016年　長野アメリカンフットボール協会 会長[8]
- 2016年　長野県観光機構DMOアドバイザー[8]
- 2016年　長野県スポーツコミッションアドバイザー[8]
- 2016年　公益財団法人長野市スポーツ協会 理事長[8]
- 2016年　長野市観光推進審議会 委員[8]
- 2019年　一般社団法人茶道裏千家淡交会 特別参事 長野県支部支部長[8]
- 2020年　スペシャルオリンピックス日本・長野 理事[8]

## 社会・文化的活動
- 1998年　公益社団法人 長野青年会議所理事長として、長野冬季オリンピック表彰式会場の運営を指揮。[8]
- 2001年　公益社団法人 日本青年会議所会頭（第50代）に就任。日本JC創立50周年記念式典（大阪）、「JCアクションプラン21」発信、「新宣言（現JC宣言）」採択（大阪）[13]
- 2005年　一般財団法人 茶道裏千家淡交会 長野県支部副支部長として茶道文化に関する諸種の調査研究を行うとともに、同門の相互協力と親睦をはかり、日本文化の興隆発展に寄与。[8]
- 2008年　(株)長野県民球団 信濃グランセローズ設立に際し、代表発起人を務める。[8]
- 2012年　長野市スケート協会理事長として活動。[14]
- 2016年　長野アメリカンフットボール協会会長として活動。[8]

## 人物
- 1989年9月、小坂憲次元文部科学大臣・まり子夫妻の仲人で結婚。妻と3人の子がいる。
- 尊敬する人物は、緒方貞子（元難民高等弁務官）
- 20代は実家の新規事業開発を担当。医療関係の臨床検査受託業に加え、DCブランドのブティックを長野・松本・新潟で30店舗展開[8]。

## エピソード
- 長野青年会議所時代には理事長として長野冬季オリンピック表彰式の設営、企画、運営を指揮[15]。
- 株式会社エムウェーブの社長時代にはIOC国際オリンピック委員会に長野オリンピックのレガシー保全のためにエムウェーブ内のオリンピック記念館をオリンピックミュージアムネットワークに加盟させた[15]。
- 株式会社エムウェーブの社長当時、スイス・ローザンヌの国際オリンピック委員会本部を訪ねた。「長野から来た」と伝えると、「君の席はここにある」と歓迎された。[15]
- 公益社団法人日本青年会議所では、2001年に会頭に就任。同年9月11日のニューヨークの国連でのスピーチ予定が現地の9.11同時多発テロに巻き込まれたためキャンセル。いつか再びこのスピーチをしたいという願いはJCIおよび日本JCの尽力により2008年7月29日にスピーチのチャンスが訪れた。[8]
- 日本JCの活動などが一段落した40代は、長野県民球団信濃グランセローズの設立発起人、長野市スケート協会会長、長野アメリカンフットボール協会会長などの社会活動に取組み、長野のスポーツ振興に貢献。[8]
- 中学よりギターを始め、ドラム、ベースも演奏する。青年会議所活動後にはバンド活動を再開し、2010年に開催された「第1回おやじバンドフェスティバルinNAGANO」で優勝。[8]